# Boeslunde Sogn
Boeslunde Sogn er et sogn i Slagelse-Skælskør Provsti (Roskilde Stift).
I 1800-tallet var Boeslunde Sogn et selvstændigt pastorat. Det hørte til Slagelse Herred i Sorø Amt. Boeslunde sognekommune blev ved kommunalreformen i 1970 indlemmet i Skælskør Kommune, der ved strukturreformen i 2007 indgik i Slagelse Kommune.
I Boeslunde Sogn ligger Boeslunde Kirke.
I sognet findes følgende autoriserede stednavne:
- Apager (areal, bebyggelse)
- Attekøb (bebyggelse)
- Atterup (bebyggelse, ejerlav)
- Boeslunde (bebyggelse, ejerlav)
- Borreby Dyrehave (areal, ejerlav)
- Egerup (bebyggelse, ejerlav)
- Eskilstrup Huse (bebyggelse)
- Eskilstrup Overdrev (bebyggelse)
- Espe (ejerlav, landbrugsejendom)
- Gryderup (bebyggelse, ejerlav)
- Græsvænge (bebyggelse)
- Hesselbjerg (bebyggelse)
- Langelinie (bebyggelse)
- Lerbæk (bebyggelse)
- Lille Egede (bebyggelse)
- Lindeskov (bebyggelse, ejerlav)
- Lunghuse (bebyggelse)
- Neble (bebyggelse, ejerlav)
- Neble Lyng (bebyggelse)
- Rennebjerg (bebyggelse)
- Rovbjerg (bebyggelse)
- Svanehøj (bebyggelse)
- Sønderupsønder (bebyggelse, ejerlav)
- Tinghuse (bebyggelse)
- Torpe (bebyggelse, ejerlav)
- Tranderup (bebyggelse, ejerlav)
- Troldehoved (bebyggelse)
- Vester Bøgebjerg (bebyggelse, ejerlav)
- Øster Bøgebjerg (bebyggelse, ejerlav)